# Trader Horn (film)
Trader Horn er en amerikansk eventyrfilm fra 1931, instrueret af W.S. Van Dyke. I hovedrollerne ses Harry Carey og Edwina Booth.
Det var den første film, der ikke var en dokumentar, der blev filmet i Afrika.
Manuskriptet blev skrevet af Cyril Hume, John Thomas Neville og Dale Van Every og er baseret på romanen af samme navn af eventyrer Alfred Aloysius Horn
Filmen blev nomineret til en Oscar for bedste film.

## Eksterne Henvisninger
- Trader Horn på Internet Movie Database (engelsk)
- Trader Horn i Svensk Filmdatabas (svensk)
- Trader Horn på AlloCiné (fransk)
- Trader Horn på MovieMeter (nederlandsk)
- Trader Horn på AllMovie (engelsk)
- Trader Horn hos American Film Institute (engelsk)
- Trader Horns profil hos Encyclopædia Britannica Online (engelsk)
- Trader Horn på Turner Classic Movies (engelsk)
- Trader Horn på The Movie Database (engelsk)
- Trader Horn på Rotten Tomatoes (engelsk)